# El Mirador, Villa de Reyes
El Mirador är en ort i Mexiko.   Den ligger i kommunen Villa de Reyes och delstaten San Luis Potosí, i den centrala delen av landet, 300 km nordväst om huvudstaden Mexico City. El Mirador ligger 1 797 meter över havet och antalet invånare är 614.
Terrängen runt El Mirador är platt åt nordväst, men åt sydost är den kuperad. El Mirador ligger nere i en dal. Runt El Mirador är det ganska glesbefolkat, med 39 invånare per kvadratkilometer. Närmaste större samhälle är Santa María del Río, 16,2 km sydost om El Mirador. Omgivningarna runt El Mirador är i huvudsak ett öppet busklandskap.